# Suché
Suché (ungarisch Zemplénszuha – bis 1907 Szuha) ist eine Gemeinde im Osten der Slowakei mit 424 Einwohnern (Stand 31. Dezember 2024), die zum Okres Michalovce, einem Teil des Košický kraj, gehört und in der traditionellen Landschaft Zemplín liegt.

## Geographie
Die Gemeinde befindet sich im Ostslowakischen Hügelland im Ostslowakischen Tiefland unterhalb des Rückens von Pozdišovce, rechtsseitig des kanalisierten Flusses Duša im Einzugsgebiet des Laborec. Das Ortszentrum liegt auf einer Höhe von 146 m n.m. und ist achteinhalb Kilometer von Michalovce entfernt.
Nachbargemeinden sind Lesné im Norden, Petrovce nad Laborcom im Nordosten, Michalovce (Stadtteil Topoľany) im Osten, Pozdišovce im Süden und Rakovec nad Ondavou im Westen.

## Geschichte

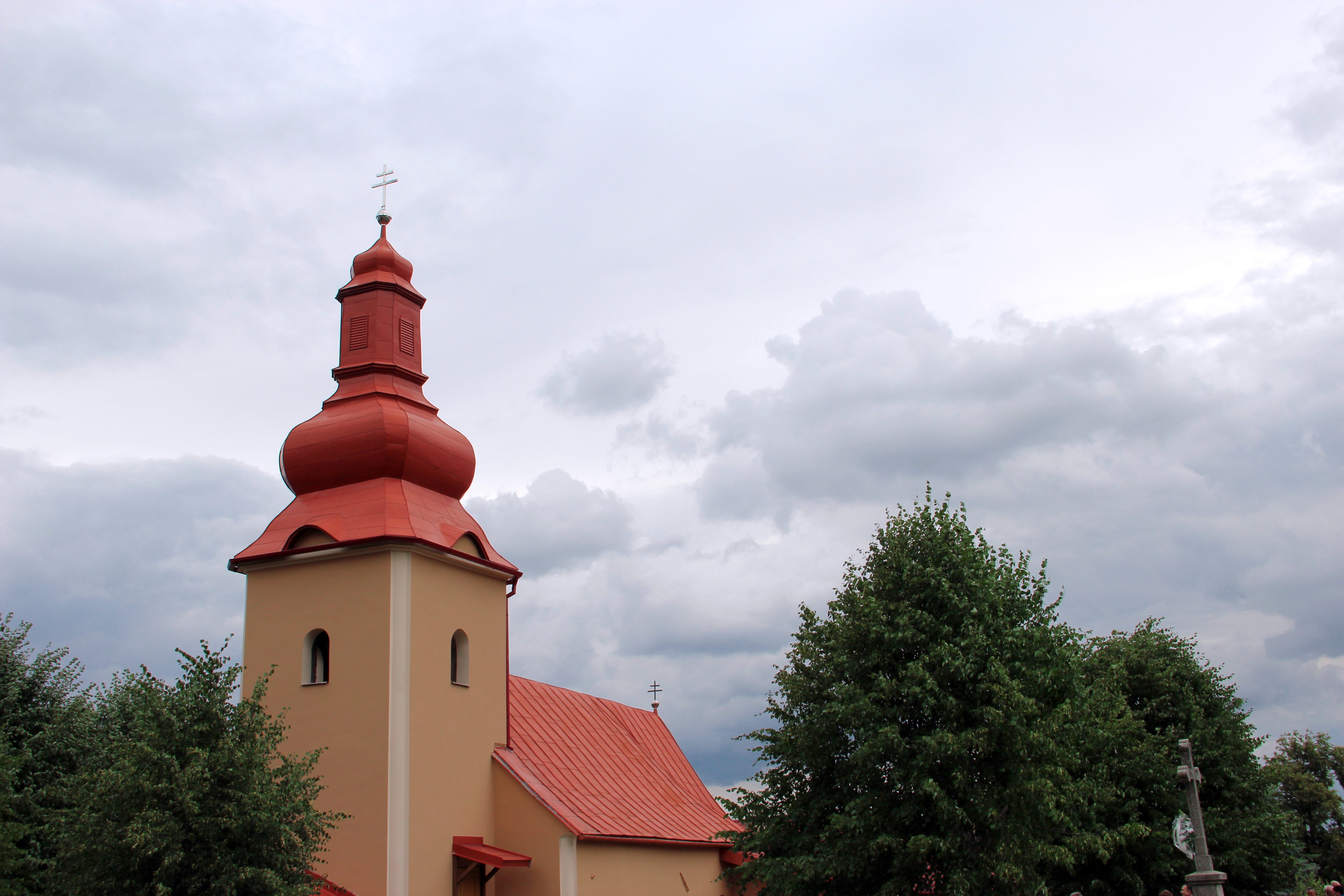
Griechisch-katholische Kirche im Ort

Suché wurde zum ersten Mal 1266 als Zuha schriftlich erwähnt, weitere historische Bezeichnungen sind unter anderen Zwha (1377), Szuha (1773) und Suché (1808). Im Jahr der Ersterwähnung tauchte der Ort bei der Schenkung und Abgrenzung des Gemeindegebiets von Lesné auf. Ab dem frühen 14. Jahrhundert war das Dorf Teil der Herrschaft von Pozdišovce, wenngleich ein Teil dem örtlichen Landadel gehörte. Im 18. und 19. Jahrhundert gehörten die Ortsgüter den Familien Szulyovszky und Szirmay.
1567 wurde eine Porta verzeichnet, 1582 zwei Porta. Im 17. Jahrhundert verarmten die Bauernfamilien und wanderten oftmals aus. 1715 waren von 23 Haushalten nur drei bewohnt. 1828 zählte man 67 Häuser und 504 Einwohner. Von 1880 bis 1900 wanderten viele Einwohner aus.
Bis 1918/1919 gehörte der im Komitat Semplin liegende Ort zum Königreich Ungarn und kam danach zur Tschechoslowakei beziehungsweise heute Slowakei. Auch nach 1918 verblieb die Bevölkerung bei traditionellen Einnahmequellen. In der Zeit der ersten tschechoslowakischen Republik waren die Einwohner als Landwirte beschäftigt. Nach dem Zweiten Weltkrieg wurde die örtliche Einheitliche landwirtschaftliche Genossenschaft (Abk. JRD) im Jahr 1956 und noch einmal 1958 gegründet, ein Teil der Einwohner pendelte zur Arbeit in Industriebetriebe in Michalovce, Strážske und Humenné.

## Bevölkerung
| Jahr                | 1994 | 2004    | 2014    | 2024    |
| ------------------- | ---- | ------- | ------- | ------- |
| Anzahl der Personen | 438  | 427     | 396     | 424     |
| Unterschied         |      | −2,51 % | −7,25 % | +7,07 % |

| Jahr                | 2023 | 2024    |
| ------------------- | ---- | ------- |
| Anzahl der Personen | 420  | 424     |
| Unterschied         |      | +0,95 % |

Nach der Volkszählung 2011 wohnten in Suché 401 Einwohner, davon 388 Slowaken. 13 Einwohner machten keine Angabe zur Ethnie.
195 Einwohner bekannten sich zur römisch-katholischen Kirche, 153 Einwohner zur griechisch-katholischen Kirche, 14 Einwohner zur orthodoxen Kirche sowie jeweils zwei Einwohner zur Evangelischen Kirche A. B. und zur reformierten Kirche. 16 Einwohner waren konfessionslos und bei 19 Einwohnern wurde die Konfession nicht ermittelt.

## Bauwerke und Denkmäler
- griechisch-katholische Peter-und-Paul-Kirche im barock-klassizistischen Stil aus dem Jahr 1805[6]

## Verkehr
Nach Suché führen die Cesta III. triedy 3732 („Straße 3. Ordnung“) von Topoľany (Anschluss an die Cesta I. triedy 18 („Straße 1. Ordnung“)) sowie die Cesta III. triedy 3732 von Lesné heraus. Die nächsten Bahnanschlüsse sind in Michalovce und Petrovce nad Laborcom an der Bahnstrecke Michaľany–Łupków.